# Шяуляйский бульвар
Шяуляйский бульвар (лит. Šiaulių bulvaras) — пешеходная зона в центре города Шяуляй, длиной 1,28 км. Занимает часть улицы Вильняус от перекрёстка с улицей Жямайтес до перекрёстка с проспектом Драугистес. Идея превратить проезжую часть в пространство для пешеходов родилась у председателя горисполкома Вилюса Казанавичюса (лит.) во время написания диссертации о планировании и усовершенствовании городского хозяйства. Архитектор-проектировщик — Виргиния Тауянскене (лит. Virginija Taujanskienė), также при проектировании учитывался опыт устройства зон отдыха в Германии, Австрии и Италии. Бульвар открылся в 1975 году и стал второй пешеходной зоной в СССР после улицы Ленина в городе Орёл (1973 год). В конце XX — начале XXI века тут было открыто много магазинов, и бульвар стал торговым центром города. В 2005—2009 годах был проведен ремонт и реконструкция, площадь перестроенной зоны — 19 577 м², стоимость работ 25,9 млн литов.